# Abd al-Málik ibn Abd al-Wáhid ibn Mugaith
Abd al-Málik ibn Abd al-Wáhid ibn Mugaith (S.VIII) fue un general del emirato de Córdoba, a las órdenes de los emires Hisham I y Al-Hakam I. 

## Biografía
Era hijo de ʿAbd al-Wāḥid ben Mugīṯ, quien a su vez descendía de Ibn Mugīṯ al-Rūmī, también llamado Mugait en las crónicas cristianas,  
En 792 comandó un ejército que atacó Álava y penetró en Castilla, causando considerables destrozos, el año siguiente asedió Gerona y Narbona junto a su hermano Abd al-Karim ibn Abd al-Wáhid ibn Mugaith, venciendo a Guillermo I de Tolosa en la Batalla de Orbieu, retirándose entonces a la comarca de Cerdaña.

### Batalla de Lutos
Siguiendo las actuaciones de los años previos, aparece en el 794 liderando una de las dos columnas que atacaron a los reinos cristianos, estando él a la cabeza de la destinada a atacar el Reino de Asturias, en especial Oviedo, donde arrasó las iglesias fundadas por Fruela pero que a su regreso a través del Camino Real del Puerto de la Mesa fue emboscado por Alfonso II en la Batalla de Lutos, donde murió. 
Aunque la batalla es mencionada tanto por fuentes cristianas como musulmanas, fueron los últimos quienes más escribieron sobre ella, siendo descrita así por el historiador al-Nuwayri:

Mas al regresar los musulmanes, condujéronles los guías por caminos extraviados, en que fueron víctimas de atroces fatigas, que causaron la muerte a muchísimos de ellos, perecieron sus monturas, se perdieron sus bagajes, y regresó el que de ellos tuvo la fortuna de salvarse.
Al-Nuwayri

A pesar de su muerte, al año siguiente las aceifas continuaron con resultados positivos pero con dificultades al tener enfrentamientos con los ejércitos astures.